# بيتر برودر
بيتر برودر (بالإنجليزية: Peter Bruder)‏ هو مبارز بالسيف أمريكي، ولد في 14 مارس 1908 في بروكلين في الولايات المتحدة، وتوفي في 16 مايو 1976 في فريبورت في الولايات المتحدة.

## وصلات خارجية
- بيتر برودر على موقع أوليمبيديا (الإنجليزية)